# Feodosijski zaljev
Feodosijski zaljev (ukr. Феодосійська затока, krim. tat. Kefe körfezi, Кефе корьфези, rus. Феодосийский залив) je zaljev u Crnom moru u blizini Feodosije na Krimu.

## Vanjske poveznice
|  | Zajednički poslužitelj ima još gradiva o temi Feodosijski zaljev |